# ایو رسی
ایو رسی (فرانسوی: Yves Rossy‎؛ زادهٔ ۲۷ اوت ۱۹۵۹) یک خلبان، و مخترع اهل سوئیس است. شهرت وی بدین دلیل است که او به‌عنوان یکی از نخستین انسان‌هایی‌است که با جت پک به پرواز پرداخته‌است.